# Мария Чибо-Маласпина
Мари́я Чи́бо-Маласпи́на (итал. Maria Cybo-Malaspina; 29 декабря 1609, Генуя, Генуэзская республика — 6 сентября 1653, Падуя, Венецианская республика) — аристократка из дома Чибо-Маласпина, урождённая принцесса Массы и Каррары, дочь  Карло I Чибо-Маласпина, князя Массы и маркграфа Каррары. Супруга Галеотто IV Пико; в замужестве — наследная принцесса Мирандолы. С 1637 по 1648 год была регентом герцогства Мирандола и маркграфства Конкордия при несовершеннолетнем сыне Алессандро II Пико. С 1643 по 1653 год носила титул герцогини Мирандолы.

## Биография

### Происхождение и брак
Принцесса Мария родилась в Генуе 29 декабря 1609 года, в семье Карло I Чибо-Маласпина, князя Массы и маркграфа Каррары и Бриджиды Спинола — аристократки, происходившей из генуэзского патрицианского рода, представители которого неоднократно становились дожами Генуи и занимали высокие посты в Римско-католической церкви.
В ноябре 1626 года в Карраре Мария сочеталась браком с Галеотто IV Пико (1610 — 09.06.1637), наследным принцем Мирандолы, легитимированным сыном Алессандро I Пико, герцога Мирандолы и маркграфа Конкордии. За одиннадцать лет в браке у супругов родились восемь детей:
- Рената Франческа (30.09.1627[6] — 1703), принцесса Мирандолы, приняла монашеский постриг в монастыре Святой Клары[итал.] ордена клариссинок в Массе;
- Франческо Стефано (26.12.1628 — 25.09.1630), принц Мирандолы, умер в младенческом возрасте[7];
- Вирджиния Бриджида (12.01.1630 — 1703), принцесса Мирандолы, приняла монашеский постриг в аббатстве Святого Якова[итал.] ордена бенедиктинок;
- Алессандро (30.03.1631 — 02.02.1691), принц Мирандолы, герцог Мирандолы и маркграф Конкордии с 1637 года под именем Алессандро II Пико;
- Бриджида (17.10.1633 — 22.01.1720), принцесса Мирандолы, регент герцогства Мирандола и маркграфства Конкордия с 1691 по 1705 год;
- Джованни (1634 — 1660), принц Мирандолы, принял монашеский постриг в ордене иезуитов;
- Фульвия (1635 — 1681), принцесса Мирандолы, приняла монашеский постриг в ордене бенедиктинок;
- Каттерина Франческа (1636 — 1650), принцесса Мирандолы, умерла в подростковом возрасте.

### Вдовство и регентство
Мария Чибо-Маласпина овдовела 9 июня 1637 года. После смерти свёкра 2 сентября 1637 года, согласно его завещанию, она и её золовка Мария Пико были признаны регентами Мирандолы при шестилетнем наследнике, новом герцоге и маркграфе Алессандро II Пико; главой правительства при регентшах стал душеприказчик покойного герцога, маркиз Энеа Маньяни. Почти сразу между соправительницами возникли разногласия. Мария была честолюбивой женщиной. Её золовка, напротив, была далека от придворной жизни и занималась благотворительностью. Вскоре при дворе образовались две противоборствующие партии, противостояние которых привело к тому, что вечером 19 октября 1637 года родители Марии спешно увезли её из Мирандолы под предлогом паломничества в Лорето. На дороге в Конкордию карету остановили и сказали, что река Секкья вышла из берегов, после чего экипаж повернул в сторону Бомпорто, где Мария провела ночь. Утром на выезде из города карета вдовствующей наследной принцессы была остановлена всадниками, глава которых маркиз Фортунато Рангони, капитан кавалерии моденского герцога, сопроводил экипаж обратно в Бомпорто. В интриге оказались замешаны и родители Марии. В Бомпорто принцессу навестил сам герцог Модены и объяснил настоящую причину её фактического ареста представителями дома Эсте. В Мирандоле Марию подозревали в шпионаже в пользу Французского королевства. Принцессе пришлось отправиться в ссылку  в Генуэзскую республику.
Ей позволили вернуться в Мирандолу при условии возобновления союзнического договора с Испанским королевством. 27 декабря 1637 года Мария согласилась на совместное регентство над герцогством, пообещав заниматься образованием сына и уважать волю покойного свёкра, управляя феодом с другими назначенными им опекунами. 20 марта 1638 года она торжественно въехала в Мирандолу. С этого времени обе регентши правили герцогством без конфликтов. Во время войны за Кастро, Мирандола, пользовавшаяся протекцией Испанского королевства, не позволила папским эмиссарам вовлечь себя в военное противостояние. В благодарность наместник Миланского герцогства, которое принадлежало испанцам, передал Марии и её золовке сумму в две тысячи скудо. Сохраняя нейтралитет, Мирандола опирались на военную протекцию не только миланских наместников, но и венецианских дожей и моденских герцогов. 5 декабря 1643 года император Священной Римской империи пожаловал Марии титул герцогини Мирандолы. В 1646 году она установила надгробный памятник своему мужу, чьи останки были перенесены из монастыря капуцинов в церковь Святого Франциска.

### Конец регентства и смерть
До конца своего правления регентши придерживались происпанской ориентации. В 1648 году на важные посты в правительстве ими были назначены новые лица, действия которых ухудшили социально-экономическое положение в герцогстве. Этим воспользовался пока ещё несовершеннолетний герцог и маркграф Алессандро II Пико. Опираясь на поддержку подданных, он отстранил от правления мать и тётку. Оскорблённая, Мария покинула двор и переехала в Вилла-ди-Вилла, где поселилась в поместье графов Сан-Бонифачо-суль-Падовано. Её невестка Мария Пико официально отказалась от регентства актом от 17 ноября 1648 года и удалилась в монастырь Святого Людовика. 3 марта 1649 года герцог вернул мать обратно в Мирандолу. Он относился к ней с уважением, но не разрешал вмешиваться в дела государства. Вскоре после своего возвращения из-за обострившихся проблем со здоровьем, Мария снова переехала, на этот раз в Падую, которую избрала местом своего пребывания по причине подходящего для неё климата.
Последние годы жизни герцогиня провела в Падуе, где умерла 6 сентября 1653 года. 14 сентября останки Марии на бучинторо были доставлены по реке до Бокка-ди-Секкья, а оттуда процессией в сопровождении четырёх кавалерийских отрядов их перевезли в Мирандолу. 15 сентября она была похоронена рядом с гробницей мужа в церкви Святого Франциска.